# Moerarchis
Moerarchis is een geslacht van vlinders uit de familie echte motten (Tineidae). De wetenschappelijke naam van dit geslacht is voor het eerst geldig gepubliceerd in 1914 door John Hartley Durrant.
De typesoort is Tinea australasiella Donovan, 1805.

## Soorten
- Moerarchis anomogramma
- Moerarchis australasiella
- Moerarchis clathrata
- Moerarchis cossuna
- Moerarchis dictyotis
- Moerarchis galactodelta
- Moerarchis hypomacra
- Moerarchis inconcisella
- Moerarchis lanosa
- Moerarchis lapidea
- Moerarchis placomorpha
- Moerarchis pyrochroa
- Moerarchis rectilinea
- Moerarchis rectitrigonia
- Moerarchis xanthobapta